# Natação nos Jogos Pan-Americanos de 2019 - 400 m livre masculino
As competições dos 400 metros livre masculino da natação nos Jogos Pan-Americanos de 2019 foram realizadas em 6 de agosto no Centro Aquático Nacional, em Lima, no Peru. 

## Calendário
Horário local (UTC-5).
| Data        | Horário | Fase          |
| ----------- | ------- | ------------- |
| 6 de agosto | 11:13   | Eliminatórias |
| 6 de agosto | 20:44   | Final B       |
| 6 de agosto | 20:44   | Final A       |

## Medalhistas
| Ouro   | USA Andrew Abruzzo    |
| Prata  | BRA Fernando Scheffer |
| Bronze | BRA Luiz Altamir Melo |

## Recordes
Antes desta competição, os recordes mundiais e pan-americanos da prova eram os seguintes:
| Tipo                             | Atleta              | Tempo   | Local   | Data                |
| -------------------------------- | ------------------- | ------- | ------- | ------------------- |
|                                  | GER Paul Biedermann | 3m40s07 | Roma    | 26 de julho de 2009 |
| Recorde dos Jogos Pan-Americanos | CAN Ryan Cochrane   | 3m48s29 | Toronto | 17 de julho de 2015 |

## Resultados

### Eliminatórias
A eliminatória foi realizada em 6 de agosto. 
| Pos. | Bateria | Raia | Nadador              | Nacionalidade         | Tempo   | Notas |
| ---- | ------- | ---- | -------------------- | --------------------- | ------- | ----- |
| 1    | 3       | 4    | Andrew Abruzzo       | USA Estados Unidos    | 3:49.46 | QA    |
| 2    | 2       | 4    | Christopher Wieser   | USA Estados Unidos    | 3:50.23 | QA    |
| 3    | 3       | 5    | Fernando Scheffer    | BRA Brasil            | 3:50.80 | QA    |
| 4    | 3       | 3    | Marcelo Acosta       | ESA El Salvador       | 3:52.17 | QA    |
| 5    | 2       | 5    | Luiz Altamir Melo    | BRA Brasil            | 3:53.87 | QA    |
| 6    | 2       | 6    | Santiago Corredor    | COL Colômbia          | 3:54.03 | QA    |
| 7    | 2       | 3    | Ricardo Vargas       | MEX México            | 3:54.12 | QA    |
| 8    | 3       | 6    | Rafael Zambrano      | VEN Venezuela         | 3:55.58 | QA    |
| 9    | 3       | 2    | Christian Bayo       | PUR Porto Rico        | 3:55.85 | QB    |
| 10   | 3       | 7    | Alex Sobers          | BAR Barbados          | 3:57.66 | QB    |
| 11   | 2       | 2    | Franco Cassini       | ARG Argentina         | 3:58.94 | WD    |
| 12   | 2       | 7    | Joaquin Gallo        | PER Peru              | 3:59.15 | QB    |
| 13   | 2       | 1    | Matheo Mateos        | PAR Paraguai          | 4:00.39 | QB    |
| 14   | 3       | 1    | Yugo Tsukikawa       | ECU Equador           | 4:02.31 | QB    |
| 15   | 1       | 5    | John Michael Bodden  | CAY Ilhas Cayman      | 4:04.34 | QB    |
| 16   | 3       | 8    | Christian Martinelli | PER Peru              | 4:06.62 | QB    |
| 17   | 1       | 4    | Graham Chatoor       | TTO Trinidad e Tobago | 4:07.58 | QB    |
| 18   | 1       | 3    | Daniel Scott         | GUY Guiana            | 4:28.29 |       |

### Final B
A final B foi realizada em 6 de agosto. 
| Pos. | Raia | Nadador              | Nacionalidade         | Tempo   | Notas |
| ---- | ---- | -------------------- | --------------------- | ------- | ----- |
| 9    | 5    | Alex Sobers          | BAR Barbados          | 3:58.39 |       |
| 10   | 4    | Christian Bayo       | PUR Porto Rico        | 3:58.64 |       |
| 11   | 3    | Joaquin Gallo        | PER Peru              | 3:59.09 |       |
| 12   | 2    | Yugo Tsukikawa       | ECU Equador           | 4:00.68 |       |
| 13   | 8    | Graham Chatoor       | TTO Trinidad e Tobago | 4:02.77 |       |
| 14   | 6    | Matheo Mateos        | PAR Paraguai          | 4:02.81 |       |
| 15   | 1    | Christian Martinelli | PER Peru              | 4:05.20 |       |
| 16   | 7    | John Michael Bodden  | CAY Ilhas Cayman      | 4:10.70 |       |

### Final A
A final A foi realizada em 6 de agosto. 
| Pos.              | Raia | Nadador            | Nacionalidade      | Tempo   | Notas |
| ----------------- | ---- | ------------------ | ------------------ | ------- | ----- |
| Medalha de ouro   | 4    | Andrew Abruzzo     | USA Estados Unidos | 3:48.41 |       |
| Medalha de prata  | 3    | Fernando Scheffer  | BRA Brasil         | 3:49.60 |       |
| Medalha de bronze | 2    | Luiz Altamir Melo  | BRA Brasil         | 3:49.91 |       |
| 4                 | 5    | Christopher Wieser | USA Estados Unidos | 3:50.39 |       |
| 5                 | 8    | Rafael Zambrano    | VEN Venezuela      | 3:52.27 |       |
| 6                 | 1    | Ricardo Vargas     | MEX México         | 3:52.68 |       |
| 7                 | 6    | Marcelo Acosta     | ESA El Salvador    | 3:54.20 |       |
| 8                 | 7    | Santiago Corredor  | COL Colômbia       | 3:56.00 |       |

Legenda
| Recorde mundial                  | Recorde mundial (World record)               |                       | Recorde africano                      | Recorde africano (African) |                                           | Q | Classificado por posição (Qualified) |
| Recorde dos Jogos Pan-Americanos | Recorde pan-americano (Pan-American record)  | Recorde da América    | Recorde da América (Americas)         | q                          | Classificado por melhor tempo (Qualified) |   |                                      |
| Melhor marca do ano              | Melhor marca do ano (World leading)          | Recorde asiático      | Recorde asiático (Asian)              | DNS                        | Não largou (Did not start)                |   |                                      |
| Recorde nacional                 | Recorde nacional (National record)           | Recorde europeu       | Recorde europeu (European)            | DNF                        | Não terminou (Did not finish)             |   |                                      |
| Recorde pessoal                  | Recorde pessoal do atleta (Personal best)    | Recorde da Oceania    | Recorde da Oceania (Oceania)          | DSQ / DQ                   | Desclassificado (Disqualified)            |   |                                      |
| Recorde da temporada             | Recorde da temporada do atleta (Season best) | Recorde sul-americano | Recorde sul-americano (South America) | NM                         | Sem marca (No mark)                       |   |                                      |